# Брюханова, Анастасия Андреевна
Анастаси́я Андре́евна Брюха́нова (род. 1 сентября 1993, Москва, Россия) — российский политик и общественный деятель.
Бывший муниципальный депутат и экс-глава комиссии по благоустройству и ЖКХ при муниципальном совете московского района Щукино, координатор сети местных отделений некоммерческого фонда «Городские проекты Ильи Варламова и Максима Каца», автор YouTube-канала «Объектив».
В 2019 году выдвигалась на выборы депутатов Московской городской думы VII созыва, однако не была зарегистрирована для участия избирательной комиссией. В 2021 году участвовала в выборах в Государственную думу VIII созыва по Ленинградскому избирательному округу на севере Москвы.

## Биография
Родилась 1 сентября 1993 года.
Училась на кафедре экономики промышленности инженерно-экономического факультета Московского авиационного института, после четвёртого курса прекратила обучение.
Трижды выдвигала свою кандидатуру для участия в выборах разного уровня: в 2016 году была избрана муниципальным депутатом Щукина; в 2019 году не была допущена к участию в выборах в Московскую городскую думу; в 2021 году участвовала в выборах депутатов Государственной думы.
С 2020 года выпускала видеоролики на политические и другие общественно значимые темы на своём YouTube-канале «Анастасия Брюханова». С 26 апреля 2022 года на канале регулярно публиковались ролики с аналитикой событий, в основном связанных с российским вторжением на Украину. В 2022 году произошёл ребрендинг канала, его название было изменено на «Объектив». Брюханова является соведущей канала наряду с Екатериной Воропай.
Является сотрудницей фонда «Городские проекты Ильи Варламова и Максима Каца», руководит развитием федеральной сети отделений.
Придерживается оппозиционных взглядов, выступала на оппозиционных митингах.
После начала полномасштабной войны против Украины уехала из России в Грузию.
12 апреля 2023 года стало известно о возбуждении в отношении Брюхановой уголовного дела за «фейки» о российской армии. Поводом стал видеоролик, в котором она пересказывала статью The New York Times о причастности ВС РФ к гибели гражданского населения в Буче. Из-за соглашения об экстрадиции между Россией и Грузией («Конвенция о правовой помощи и правовых отношениях по гражданским, семейным и уголовным делам») переехала в Лейпциг (Германия). 15 июня 2023 года была объявлена в федеральный розыск. 21 июля 2023 года Хорошёвский районный суд Москвы заочно арестовал Брюханову.
27 декабря 2023 года МВД РФ объявило Брюханову в международный розыск. 18 ноября 2024 года гособвинение запросило для неё 8 лет колонии общего режима с четырёхлетним запретом на администрирование сайтов. На следующий день Хорошёвский районный суд Москвы заочно приговорил Брюханову к запрошенному прокуратурой сроку.

## Политическая деятельность
В 2016—2021 годах была депутатом Совета депутатов муниципального округа Щукино города Москвы IV (четвёртого) созыва (была избрана кандидатом от партии «Яблоко»), руководила комиссией Совета по благоустройству и ЖКХ.
В 2019 году участвовала в выборах депутатов Мосгордумы VII (седьмого) созыва от партии «Яблоко», но получила отказ в регистрации, поскольку избирательная комиссия сочла 21 % собранных за выдвижение подписей недействительными. Брюханова стала одним из не допущенных к выборам кандидатов, из-за недопуска которых начались протестные акции 2019 года в Москве.
После отказа в регистрации Брюханова обжаловала решение окружного избиркома в вышестоящих избирательных комиссиях, но 9 августа 2019 года Центральная избирательная комиссия вынесла итоговое решение об отказе. Суд отказался рассматривать жалобу Брюхановой, сославшись на пропуск десятидневного срока обжалования. Этот срок суды отсчитывали от решения окружной избирательной комиссии, а не от даты итогового решения ЦИК. В сентябре 2019 года Брюханова обратилась в Конституционный суд с жалобой на принцип «либо ЦИК, либо суд». 24 марта 2020 года КС РФ принял сторону Брюхановой и признал эту норму неконституционной, но отдельно отметил, что данное решение не затрагивает прошедшие выборы в Мосгордуму.
В 2020 году была исключена из партии «Яблоко» в составе группы сторонников Максима Каца.
В мае 2020 года директор некоммерческого фонда «Городские проекты» Максим Кац сообщил в «Живом журнале», что Анастасия Брюханова будет выдвигаться на выборы в Госдуму в 2021 году по одномандатному избирательному округу № 198 (охватывает московские районы Северного административного округа, кроме Войковского, Головинского, Левобережного, Молжаниновского и Ховрино). В апреле 2021 года фонд «Городские проекты» обратился с просьбой о публичной поддержке кандидатуры Брюхановой (в частности, к партиям «Яблоко» и ПАРНАС, проекту «Умное голосование» команды Алексея Навального).
8 мая 2021 года бывший премьер-министр России, глава партии ПАРНАС Михаил Касьянов поддержал выдвижение Брюхановой. 15 сентября «Умное голосование» также поддержало кандидатуру. Съезд партии «Яблоко», наоборот, не поддержал Брюханову и выдвинул в этом же округе Марину Литвинович. К моменту окончания сбора подписей (1 августа 2021 года) её избирательным штабом были собраны 17 919 подписей, что составляет более 100 % от необходимого для выдвижения количества подписей (как заявляется на сайте Брюхановой, дополнительные подписи собираются для последующего отбора самых качественных подписей, которые и будут поданы в избирательную комиссию). 3 августа 2021 года 15 941 подпись была подана в избирательную комиссию.
Максим Кац заявлял, что на сбор подписей было потрачено более 20 миллионов рублей, собранных путём фандрайзинга.
По окончании проверки подписей окружная избирательная комиссия зарегистрировала Анастасию Брюханову кандидатом в депутаты Государственной думы.
В результате проведения активной избирательной кампании по состоянию на 13 сентября 2021 года Анастасия Брюханова являлась наиболее узнаваемым кандидатом в депутаты в своём избирательном округе, согласно данным социологического центра Russian Field.
По официальным результатам голосования Анастасия Брюханова заняла второе место, набрав 23,28 % голосов и проиграв Галине Хованской, набравшей 28,78 % голосов. Однако по результатам традиционного голосования (бумажными бюллетенями без электронных, поданных при помощи ДЭГ), на избирательных участках Брюханова лидировала, набирая 27,14 % голосов против 25,55 % у Хованской.
Штаб Анастасии Брюхановой заявил о фальсификациях на электронном голосовании. Один из представителей её штаба сообщил об обнаружении голосования ботов, а также описал схему вброса голосов на электронном голосовании на основании аномалий роста поддержки на определённых отрезках времени у кандидатов, поддержанных Сергеем Собяниным. В частности, по данным штаба Брюхановой, вбросы происходили с перерывом на обед в дневное время в воскресенье. Также эксперты штаба Брюхановой сообщили, что с помощью процедуры переголосования в Москве кандидаты от оппозиции потеряли около 250 тысяч голосов.
Брюханова подала иск в суд с оспариванием итогов выборов на электронном избирательном участке, однако он был отклонён.
В декабре 2021 года группа членов партии «Яблоко» была из неё исключена в том числе на основании того, что поддерживала Анастасию Брюханову на выборах в Государственную думу вместо выдвинутой партией в этом округе Марины Литвинович, занявшей по результатам голосования четвёртое место. Группа исключённых из партии назвала ситуацию расколом и создала общественное движение «Яблоко», ставящее перед собой цель возрождение партии «Яблоко» на основе её изначальных демократических, либеральных и правозащитных принципов. Брюханова стала одним из членов движения.